# Jukiv, Tlumaci
Jukiv (în ucraineană Жуків) este localitatea de reședință a comunei Jukiv din raionul Tlumaci, regiunea Ivano-Frankivsk, Ucraina.

## Demografie
Componența lingvistică a localității Jukiv
     Ucraineană (99,74%)
     Alte limbi (0,26%)
Conform recensământului din 2001, majoritatea populației localității Jukiv era vorbitoare de ucraineană (99,74%), existând în minoritate și vorbitori de alte limbi.